# Gosong Telaga Barat
Gosong Telaga Barat is een bestuurslaag in het regentschap Aceh Singkil van de provincie Atjeh, Indonesië. Gosong Telaga Barat telt 1025 inwoners (volkstelling 2010).